# Cronache dalla Svizzera italiana
Cronache della Svizzera italiana è una trasmissione radiofonica quotidiana di approfondimento delle tematiche politiche e di attualità della Svizzera italiana condotto attualmente dalla redazione dell'informazione. Va in onda su Rete Uno ogni sera in prima del Radiogiornale delle 18.30.

## Storia
Nata nel 1968, andava in onda solo tre volte a settimana: il martedì, il giovedì e il sabato. Dal 1980 la sua programmazione divenne quotidiana e cioè trasmessa tutti i giorni. L'ultima puntata è andata in onda l'11 novembre 2021. 

## Sigla di apertura
La sigla di apertura, nel corso dei decenni, è cambiata varie volte ma dal 2009 è la stessa di tutti gli altri programmi d'informazione RSI.